# Froot (album)
Froot (gestileerd als FROOT), is het derde studioalbum van de Welshe zangeres Marina Diamandis, bekend onder haar voormalige artiestennaam 'Marina and the Diamonds'. Het album werd uitgebracht op 13 maart 2015 onder de labels Neon Gold Records en Atlantic Records. Voorafgaand aan deze albumrelease werden zes nummers van het album uitgebracht, elke maand een. David Kosten heeft het album geproduceerd samen met Diamandis.
Ter promotie van het album ging Diamandis op tournée, genaamd de Neon Nature Tour. In het kader van deze tour stond Diamandis op 16 december 2015 in TivoliVredenburg in Utrecht.

## Achtergrond
In februari 2013 maakte Diamandis bekend dat ze bezig was met het schrijven van nummers voor haar derde album, desondanks zei ze in een Q&A op Facebook dat het materiaal voor haar album vanaf juli 2012 geschreven is.
In een interview met "The Line of Best Fit" praat Diamandis over haar vorige album en over het nieuwe album. Toen ze klaar was met haar vorige album, en de single Primadonna uitkwam, wist ze meteen wat ze wilde doen met haar derde album. Electra Heart verscheen met een waslijst aan producers en schrijvers, maar voor haar nieuwe album wilde Diamandis slechts met één producer samenwerken. Zo kon ze alles ontwerpen zoals zij dat wilde. Ze voelde dat haar vertrouwen als songwriter verbeterde doordat ze naar haar eigen instinct luisterde en in haar eigen kunnen geloofde.

Electra Heart was zo geweldig op zo'n manier dat het de manier waarop ik nummers schreef veranderde, en ik denk niet dat ik dit album geschreven zou hebben als ik niet door dat proces was gegaan. Ik observeerde mensen als Diplo en Dr. Luke, en daardoor ontdekte ik het schrijven in een veel vrijere manier. Voorheen schreef ik in mijn eentje met een piano, waar ik vaak vastliep doordat mijn opties zo gelimiteerd waren. Ik denk dat dat kwam doordat ze mij de instrumentale versies gaven, waarop ik een tekst moest schrijven. Ik dacht toen van "nou, ik kan zelf ook wel een instrumentale versie maken...", dus ik begon met het maken van deze heel gammele instrumentale versies thuis. Ik ontdekte dat ik vrij was om te schrijven hoe ik wilde omdat ik de instrumentale versie kon aanpassen.

Ook voelde ze een verschil hoe ze op studioversies van een nummer klonk en hoe ze deze nummers live uitvoerde, dus toen ze startte met het schrijven van het album en naar een producer zocht, legde ze haar A&R uit dat ze geproduceerd wilde worden als een band.
Ook stelde Diamandis dat Froot niet helemaal donker is, en dat het bijna een viering voor het blij zijn is. Het album staat beschreven als aanzienlijk "reflecterend" ten opzichte van haar vorige albums, en focust op verschillende onderdelen; "de helft van het album gaat over een relatie die ik heb moeten beëindigen". Ook legde Diamandis uit waarom "Fruit", gespeld wordt als "Froot". Hierover zei ze dat de manier waarop het woord "Froot" eruitzag haar aanstond.

## Samenstelling
De nummers werden opgenomen met een live band. Het openingsnummer van het album, "Happy", werd door Idolator beschreven als een "sombere, oprechte ballad". In het nummer "legt ze haar emoties bloot onder begeleiding van de meest simpele, zoete pianomelodie", waardoor de focus op haar stem ligt. Het nummer "Froot", gelijknamig met het album, werd door critici beschreven als eigenzinnig, en een samenvatting van vergeten '70s en '80s clubnummers.
"I'm a Ruin" is een rustige compositie waarin Diamandis weerspiegelt op het leven en narcisme. De strakke vocalen worden ondersteund met harde drums. Een critici complementeerde het feit dat de lyrics leken op nummers van het album Electra Heart, terwijl ze tegelijk ook "erg opbiechtend" zijn. Het laatste nummer, "Immortal", is een "gevoelige ballad waarin Diamandis het doel van het leven overdenkt". Een critici vond dit thema terugkerend in haar "zo nu en dan morbide oeuvre", maar vond ook dat ze thema's altijd in een origineel perspectief overdenkt.

## Promotie
Het titelnummer van het album, "Froot", kwam uit op Diamandis haar verjaardag, 10 oktober 2014, en werd digitaal uitgebracht op 11 november 2014. De tracklist werd bekendgemaakt op 9 november 2014, en de albumhoes werd de volgende dag onthuld. Diamandis bevestigde dat zes nummers voor de uitgave van het album uitgebracht zouden worden, elke maand één nummer tot en met 6 april 2015.
Froot was de eerste van deze releases, en werd opgevolgd door Happy in december. De twee singles werden samen uitgebracht op een beperkt aantal 7" vinyl platen. Immortal werd uitgebracht in januari en werd ook uitgebracht op vinyl, samen met het vierde nummer dat in februari uitkwam: I'm a Ruin.
Diamandis heeft een aantal grote optredens op haar planning staan in de eerste helft van 2015, zoals het "Governor's Ball Music Festival" in New York tussen 5 en 7 juni. Andere optredens zijn onder andere Coachella in april en Lollapalooza in maart. Na het bekendmaken van een aantal festivaldata, maakte Diamandis in februari enkele data bekend van een kleine concertreeks, "The Froot Show", die als promotie dient voor haar aankomende grote tournee de Neon Nature Tour. In een interview met The Guardian vertelde Diamandis dat ze hoopt dat de merchandise voor haar "Neon Nature Tour" ook "kras-en-ruik" T-shirts, oogschaduw en nagellak zal bevatten. Ook hoopt ze op glow-in-the-dark T-shirts, zodat het publiek deze kan dragen en deel kan uitmaken van de show.
| The Froot Show tourdata | The Froot Show tourdata | The Froot Show tourdata | The Froot Show tourdata            |
| Datum                   | Stad                    | Land                    | Podium                             |
| Europa                  | Europa                  | Europa                  | Europa                             |
| ----------------------- | ----------------------- | ----------------------- | ---------------------------------- |
| 11 maart 2015           | Londen                  | Engeland                | Oslo                               |
| Noord- en Zuid-Amerika  |                         |                         |                                    |
| 13 maart 2015           | Austin                  | Verenigde Staten        | South by Southwest                 |
| 26 maart 2015           | New York                | Verenigde Staten        | Bowery Ballroom                    |
| 28 maart 2015           | São Paulo               | Brazilië                | Lollapalooza Brazilië              |
| 12 april 2015           | Indio                   | Verenigde Staten        | Coachella                          |
| 13 april 2015           | Las Vegas               | Verenigde Staten        | The Pool bij The Cosmopolitan      |
| 17 april 2015           | San Francisco           | Verenigde Staten        | The Warfield                       |
| 18 april 2015           | San Diego               | Verenigde Staten        | North Park Theatre                 |
| 19 april 2015           | Indio                   | Verenigde Staten        | Coachella                          |
| Europa                  |                         |                         |                                    |
| 6 mei 2015              | Keulen                  | Duitsland               | Essigfabrik                        |
| 7 mei 2015              | Hamburg                 | Duitsland               | Markthalle                         |
| 8 mei 2015              | Berlijn                 | Duitsland               | Astra                              |
| 10 mei 2015             | Amsterdam               | Nederland               | Melkweg                            |
| 11 mei 2015             | Brussel                 | België                  | Les Nuits Botanique                |
| 13 mei 2015             | Parijs                  | Frankrijk               | Trianon                            |
| Noord-Amerika           |                         |                         |                                    |
| 22 mei 2015             | Boston                  | Verenigde Staten        | Boston Calling                     |
| 26 mei 2015             | Pittsburgh              | Verenigde Staten        | Stage AE                           |
| 27 mei 2015             | Indianapolis            | Verenigde Staten        | The Deluxe bij Old National Centre |
| 29 mei 2015             | Cincinnati              | Verenigde Staten        | Bogart's                           |
| 30 mei 2015             | Cleveland               | Verenigde Staten        | House of Blues                     |
| 2 juni 2015             | Detroit                 | Verenigde Staten        | The Fillmore                       |
| 5 juni 2015             | New York                | Verenigde Staten        | Governor's Ball Music Festival     |
| 6 juni 2015             | Toronto                 | Canada                  | Field Trip Music & Arts Festival   |
| Europa                  |                         |                         |                                    |
| 1 juli 2015             | Nibe                    | Denemarken              | Nibe Festival                      |
| 10 juli 2015            | Balado                  | Schotland               | T in the Park                      |
| 11 juli 2015            | Balado                  | Schotland               | T in the Park                      |
| 12 juli 2015            | Balado                  | Schotland               | T in the Park                      |
| 16 juli 2015            | Locarno                 | Zwitserland             | Moon & Stars Festival              |
| Noord-Amerika           |                         |                         |                                    |
| 31 juli 2015            | Montreal                | Canada                  | Osheaga Festival                   |
| 31 juli 2015            | Chicago                 | Verenigde Staten        | Lollapalooza                       |
| 1 augustus 2015         | Chicago                 | Verenigde Staten        | Lollapalooza                       |
| 2 augustus 2015         | Chicago                 | Verenigde Staten        | Lollapalooza                       |
| Europa                  |                         |                         |                                    |
| 22 augustus 2015        | Chelmsford              | Engeland                | V Festival                         |
| 23 augustus 2015        | Staffordshire           | Engeland                | V Festival                         |

## Tracklist
| 1.                 | Happy             | Marina Diamandis | David Kosten, Diamandis | 4:03 |
| 2.                 | Froot             | Diamandis        | Kosten, Diamandis       | 5:31 |
| 3.                 | I'm a Ruin        | Diamandis        | Kosten, Diamandis       | 4:32 |
| 4.                 | Blue              | Diamandis        | Kosten, Diamandis       | 4:14 |
| 5.                 | Forget            | Diamandis        | Kosten, Diamandis       | 4:09 |
| 6.                 | Gold              | Diamandis        | Kosten, Diamandis       | 4:14 |
| 7.                 | Can't Pin Me Down | Diamandis        | Kosten, Diamandis       | 3:26 |
| 8.                 | Solitaire         | Diamandis        | Kosten, Diamandis       | 4:37 |
| 9.                 | Better Than That  | Diamandis        | Kosten, Diamandis       | 4:36 |
| 10.                | Weeds             | Diamandis        | Kosten, Diamandis       | 4:08 |
| 11.                | Savages           | Diamandis        | Kosten, Diamandis       | 4:16 |
| 12.                | Immortal          | Diamandis        | Kosten, Diamandis       | 5:21 |
| Totale duur: 53:07 |                   |                  |                         |      |

## Hitnoteringen
| Chart (2015)                                  | Hoogste positie |
| --------------------------------------------- | --------------- |
| Australië (ARIA Charts)                       | 12              |
| Vlaanderen (Ultratop 50)                      | 92              |
| Wallonië (Ultratop 50)                        | 61              |
| Nederland (Album Top 100)                     | 21              |
| Finland (Suomen virallinen lista)             | 19              |
| Duitsland (Album Top 100)                     | 24              |
| Ierland (IRMA)                                | 4               |
| Nieuw-Zeeland (Recorded Music NZ)             | 12              |
| Schotland (Official Charts Company)           | 9               |
| Verenigd Koninkrijk (Official Charts Company) | 10              |

## Uitgavegeschiedenis
| Regio               | Datum         | Gegevensdrager            | Label               | Referentie |
| ------------------- | ------------- | ------------------------- | ------------------- | ---------- |
| Australië           | 13 maart 2015 | Cd, lp, digitale download | Warner              | [ 27 ]     |
| Duitsland           | 13 maart 2015 | Cd, lp, digitale download | Warner              | [ 28 ]     |
| Ierland             | 13 maart 2015 | Cd, lp, digitale download | Neon Gold, Atlantic | [ 29 ]     |
| Nederland           | 13 maart 2015 | Cd, lp, digitale download | Neon Gold, Atlantic | [ 30 ]     |
| Verenigd Koninkrijk | 16 maart 2015 | Cd, lp, digitale download | Neon Gold, Atlantic | [ 31 ]     |
| Verenigde Staten    | 16 maart 2015 | Cd, lp, digitale download | Neon Gold, Atlantic | [ 32 ]     |
| Brazilië            | 16 maart 2015 | Cd, lp, digitale download | Warner              | [ 33 ]     |
| Italië              | 7 april 2015  | Cd, lp, digitale download | Warner              | [ 34 ]     |